# Сен-Пюи
Сен-Пюи́ (фр. Saint-Puy) — коммуна во Франции, находится в регионе Юг — Пиренеи. Департамент — Жер. Входит в состав кантона Валанс-сюр-Баиз. Округ коммуны — Кондом.
Код INSEE коммуны — 32404.

## География
Коммуна расположена приблизительно в 580 км к югу от Парижа, в 85 км западнее Тулузы, в 28 км к северу от Оша.

## Климат
Климат умеренно-океанический. Лето жаркое и немного дождливое, температура часто превышает 35 °С. Зимой часто бывает отрицательная температура и ночные заморозки. Годовое количество осадков — 700—900 мм.

## Население
Население коммуны на 2010 год составляло 586 человек.
| 1962 | 1968 | 1975 | 1982 | 1990 | 1999 | 2010 |
| ---- | ---- | ---- | ---- | ---- | ---- | ---- |
| 836  | 748  | 669  | 601  | 595  | 602  | 586  |

## Администрация
| Период | Период | Фамилия       | Партия | Примечания |
| ------ | ------ | ------------- | ------ | ---------- |
| 2001   | 2008   | Ален Лапер    |        |            |
| 2008   | 2020   | Мишель Лабатю |        |            |

## Экономика
В 2010 году среди 329 человек трудоспособного возраста (15-64 лет) 242 были экономически активными, 87 — неактивными (показатель активности — 73,6 %, в 1999 году было 69,5 %). Из 242 активных жителей работали 221 человек (113 мужчин и 108 женщин), безработных было 21 (11 мужчин и 10 женщин). Среди 87 неактивных 28 человек были учениками или студентами, 39 — пенсионерами, 20 были неактивными по другим причинам.

## Достопримечательности
- Замок Монлюк[4]

## Фотогалерея

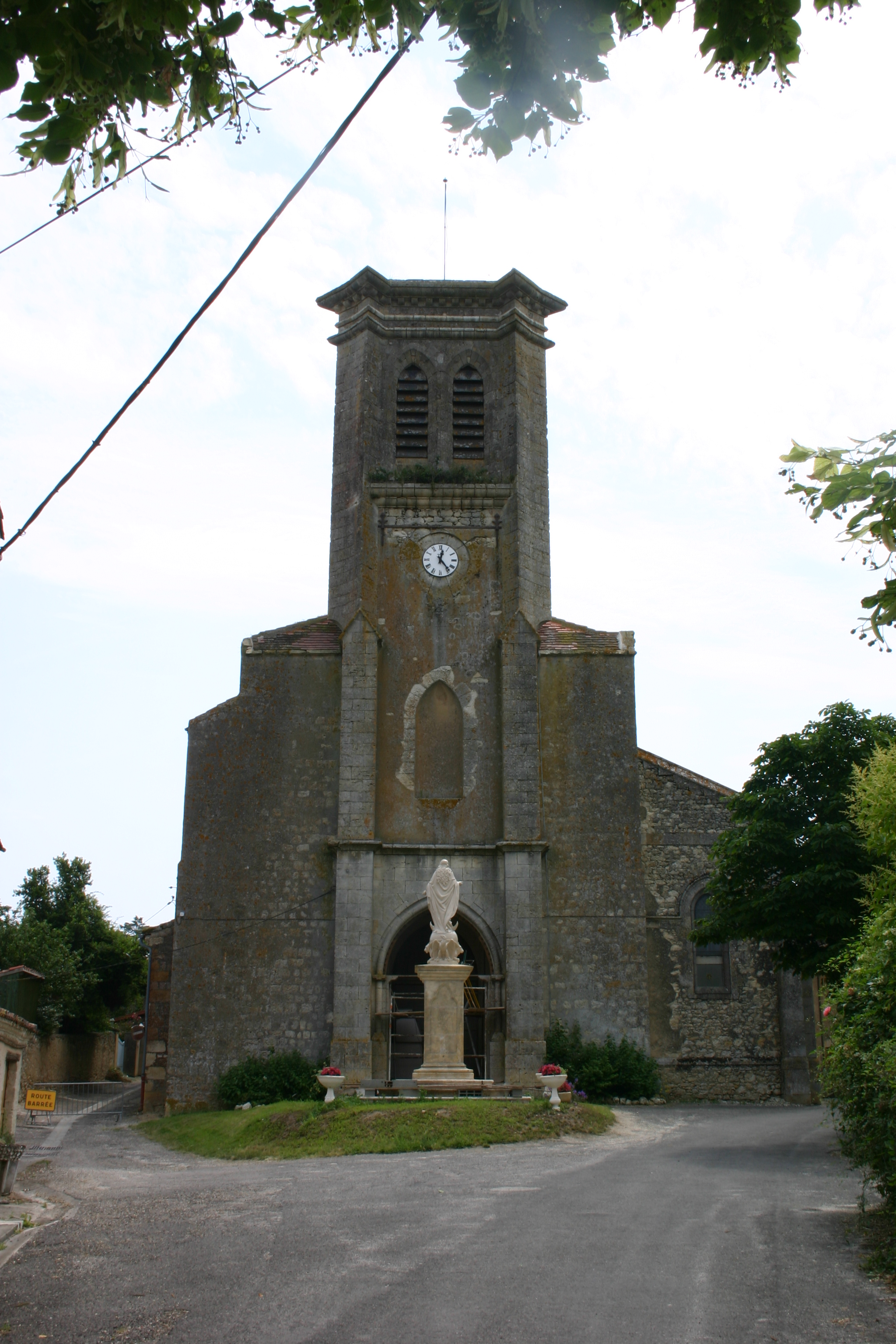
Церковь
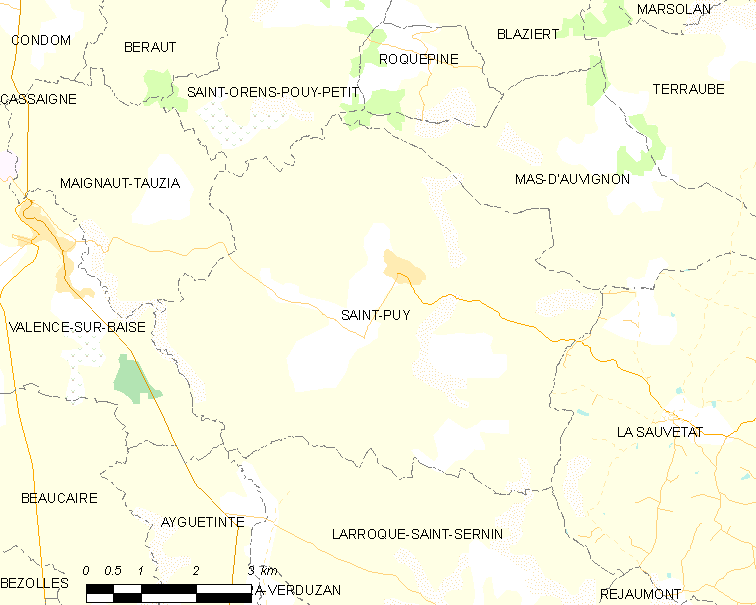
Карта коммуны